# Mandarin樂隊
mandarin樂隊是一個成立於2019年3月的中國搖滾樂隊，由主唱／合成器Chace朱一涵、安雨、吉他手肖駿三人組成。

## 音樂類型
主要風格為英倫搖滾、電子，《回聲Echo》是最能代表他們的一首歌。
各類專輯在Apple Music的分類：
- 《mandarin》：INDIE POP
- 《Echo－EP》：ALTERNATIVE
- 《Cradle Song－Single》：ALTERNATIVE
- 《朝－Single》：ALTERNATIVE

## 專輯
- 2020年12月10日發行第一張專輯《mandarin》，收錄9首歌曲39分鐘，內容歌曲為：《前言Prologue》、《繭Jian》、《回聲Echo》、《躲Hide》、《戲Play》、《傑瑞說Jerry Says》、《牧師Reverend》、《朝Asa》、《搖籃曲Cradle Song》。
- 2020年7月25日發行《Echo》，呈現各種此歌曲的多樣面貌，5首歌曲20分鐘，內容歌曲為：《Echo（International）》、《Echo（Drums）［Drums］》、《Echo（Acapella）》、《Echo（Guitars）［Guitars］》、《Echo（Studio Live）［Studio Live ］》。
- 2020年發行《Cradle Song》，1首歌曲5分鐘，內容歌曲為：《搖籃曲Cradle Song》。
- 2020年6月3日發行《朝－Single》，1首歌曲4分鐘，內容歌曲為：《朝Asa》。

## 外部連結
- mandarin普通人新浪微博 （页面存档备份，存于）